# Kaplička svatého Vojtěcha nad studánkou

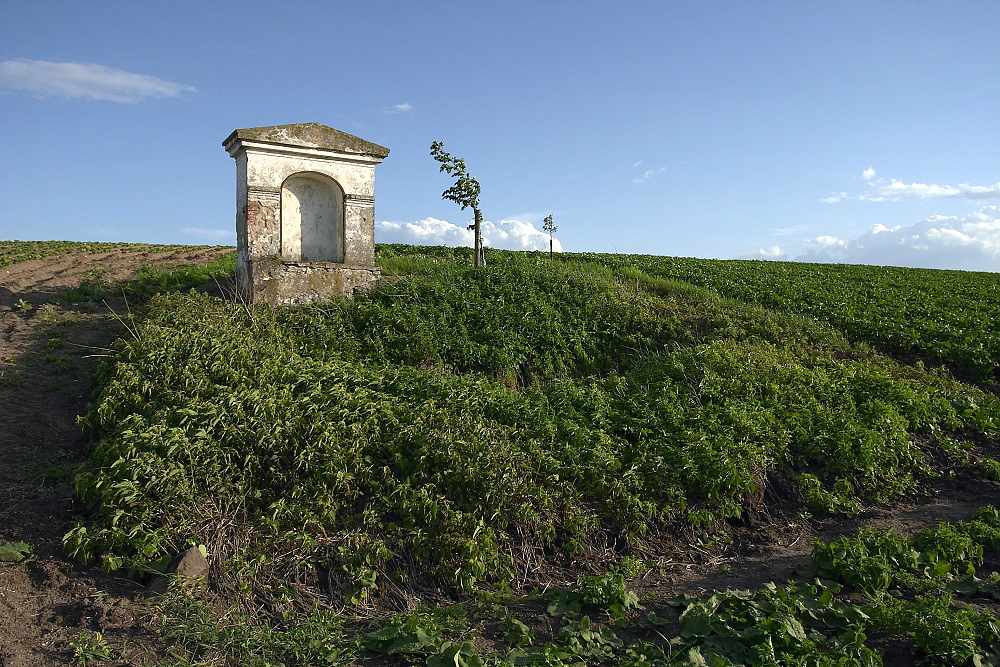
Kaplička sv. Vojtěcha v Přerově nad Labem před rekonstrukcí (2006)

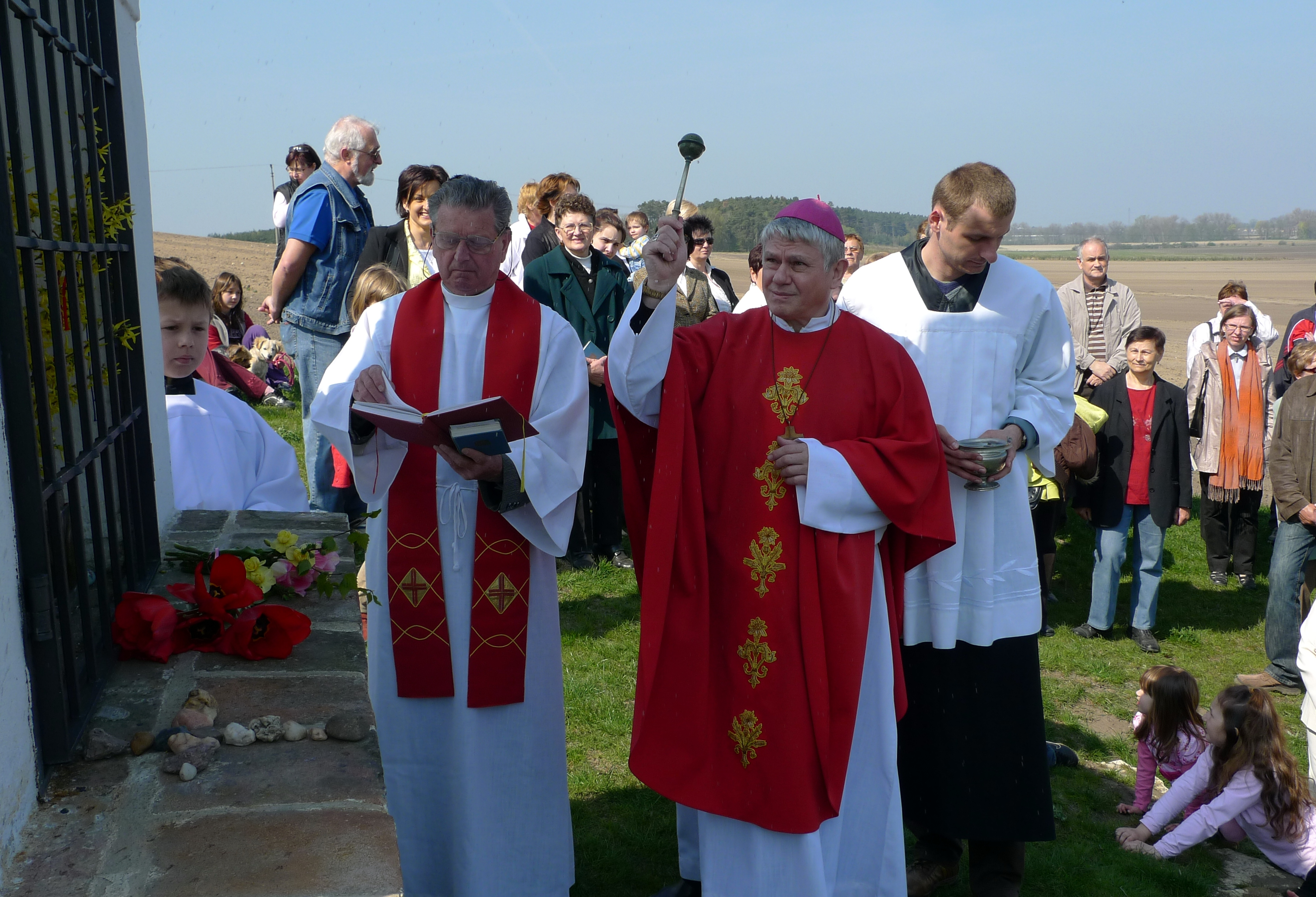
Svěcení kapličky v roce 2010

Kaplička sv. Vojtěcha nad studánkou je drobná sakrální stavba, která byla postavena na začátku 19. století v polích na hranici mezi středočeskými obcemi Přerov nad Labem a Mochov v okrese Nymburk. Pod kapličkou je umístěna klenutá studánka. Jedná se o státem chráněnou kulturní památku, stromořadí a přístupová cesta jsou významným krajinným prvkem.

## Stavba kapličky
Podle přerovské pověsti u tohoto pramene odpočíval druhý pražský biskup sv. Vojtěch při svých cestách z Libice nad Cidlinou do Prahy.
Na začátku 19. století byla nad studánkou zřízena výklenková kaplička. Při oslavě 900. výročí smrti sv. Vojtěcha (1897) byla obnovena za přispění majitele přerovského panství Ludvíka Salvátora Toskánského. Později byl v čelní stěně ve výklenku vymalován místním malířem Josefem Syrovým  nový světcův obraz (replika oltářního obrazu z přerovského kostela sv. Vojtěcha).

## Rekonstrukce kapličky v 21. století
Kaplička se studánkou byla dlouhodobě ve špatném technickém stavu. V roce 2005 získalo občanské sdružení Přerováci nadlabáci (Petr Vilgus, Ivana Cabrnochová) příspěvek na rekonstrukci této stavby z programu Opomíjené památky Nadace Občanského fóra. Na jaře 2006 byla vytvořena cesta ke kapličce, která byla do té doby díky intenzivní zemědělské činnosti v jejím okolí nepřístupná. V roce 2007 provedl restaurátor Josef Červinka celkovou obnovu stavby včetně výmalby obrazu světce.
Přístupové cesty byly mezi roky 2005 a 2008 osázeny ovocnými stromy, kaplička byla doplněná čtveřicí lip srdčitých. V dubnu 2010 byla kaplička nově vysvěcena pražským biskupem Václavem Malým, generálním vikářem Michaelem Slavíkem a čelákovickým farářem Richardem Scheuchem. Slavnosti se zúčastnilo více než 200 věřících.

## Památková ochrana, významný krajinný prvek
Kaplička se studánkou je od 3. 5. 1958 státem chráněnou kulturní památkou.
21. ledna 2009 rozhodnutím Městského úřadu v Lysé nad Labem bylo stromořadí podél přístupových cest vyhlášeno významným krajinným prvkem s názvem Alej sv. Vojtěcha.

## Fotogalerie

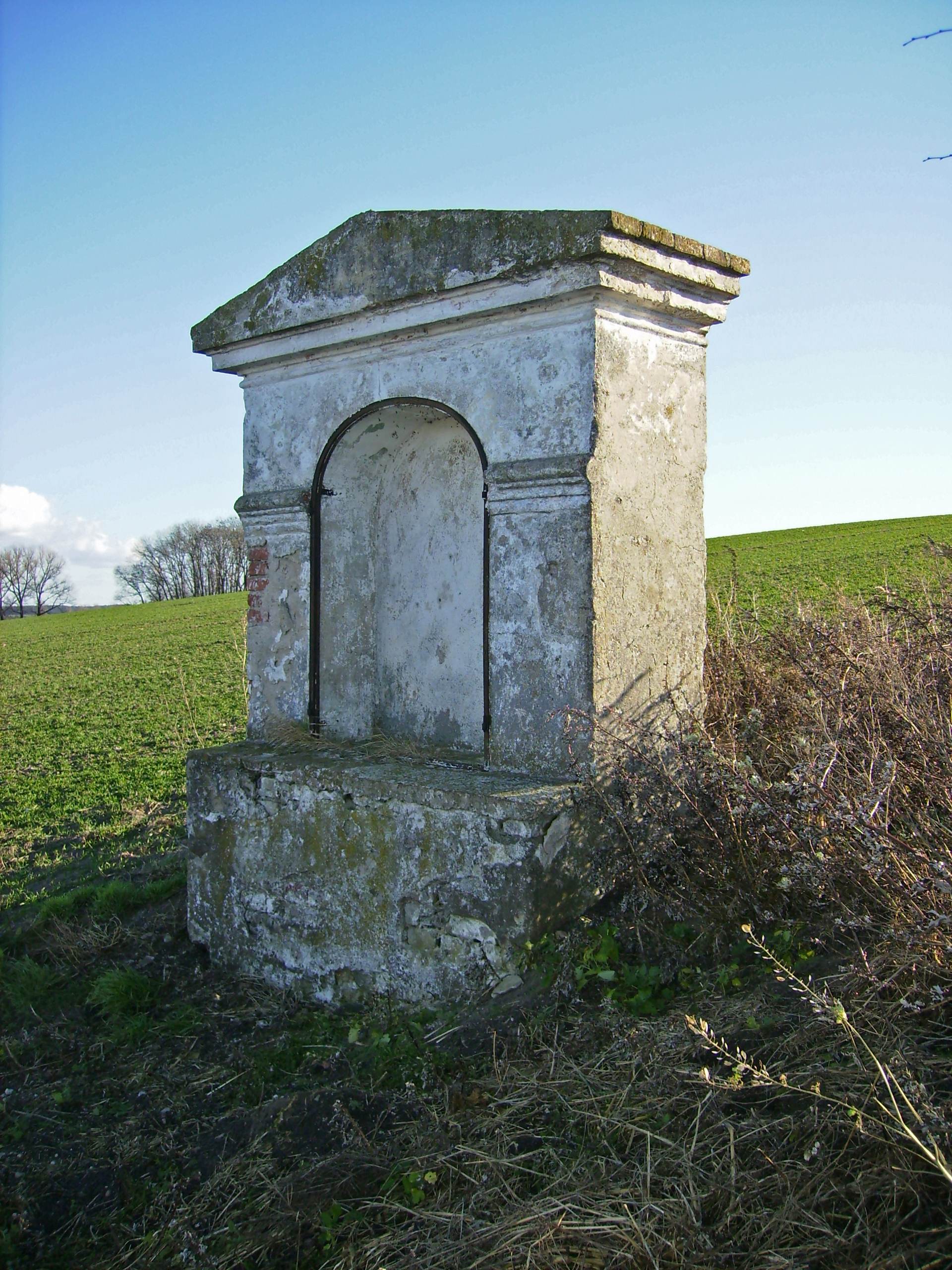
Kaplička v roce 2007 před rekonstrukcí
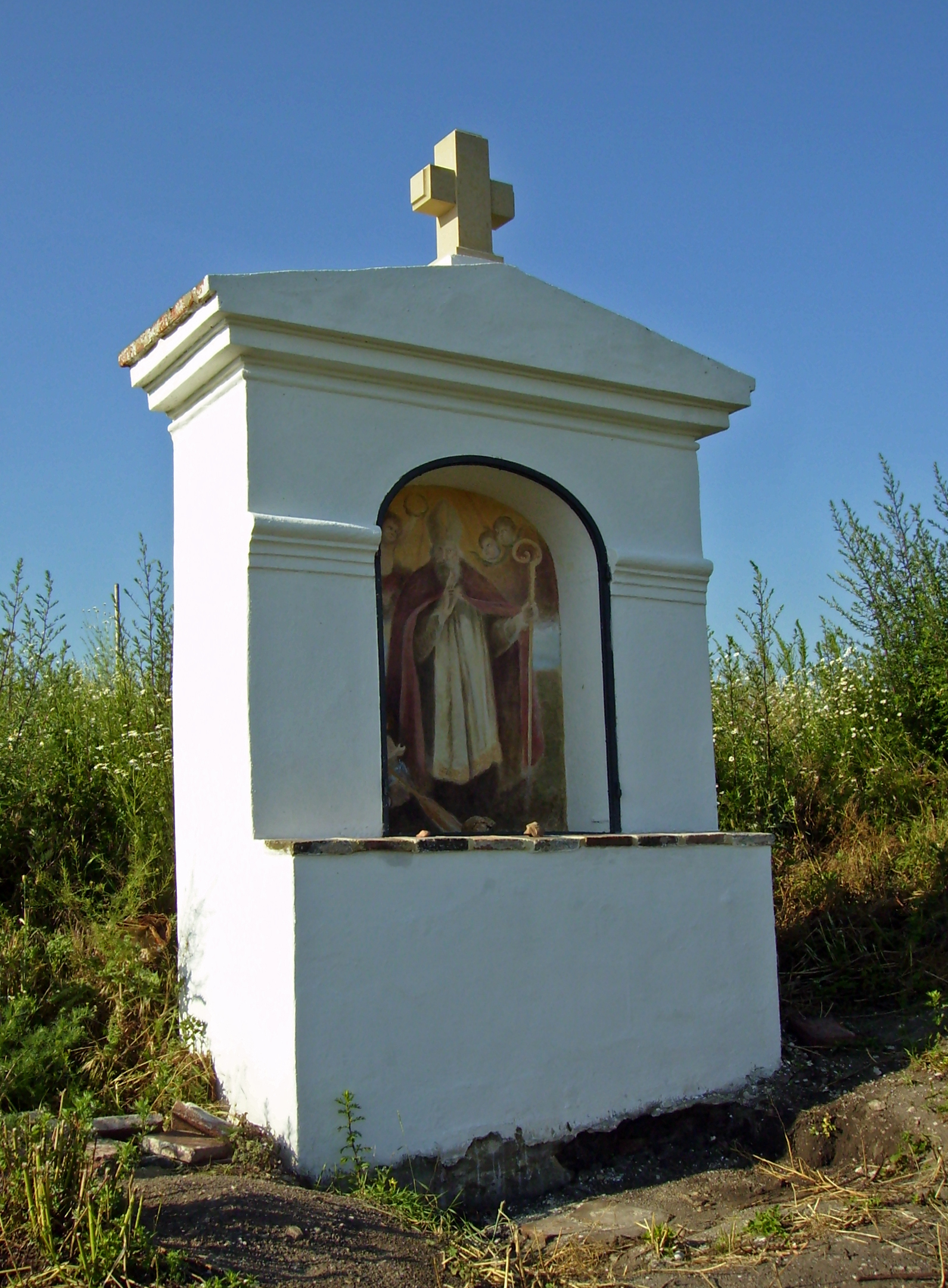
Kaplička v roce 2008 po rekonstrukci
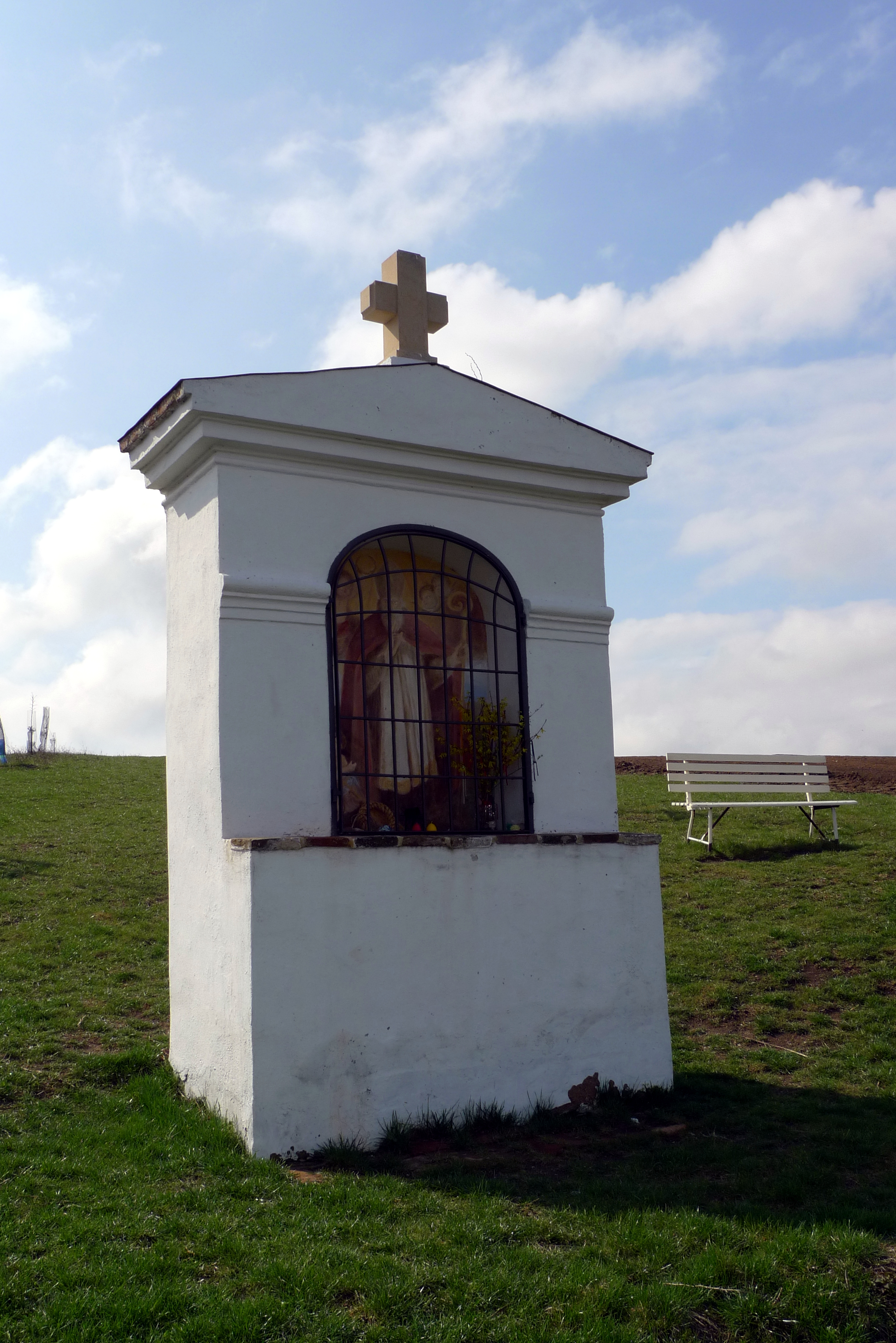
Kaplička v roce 2010
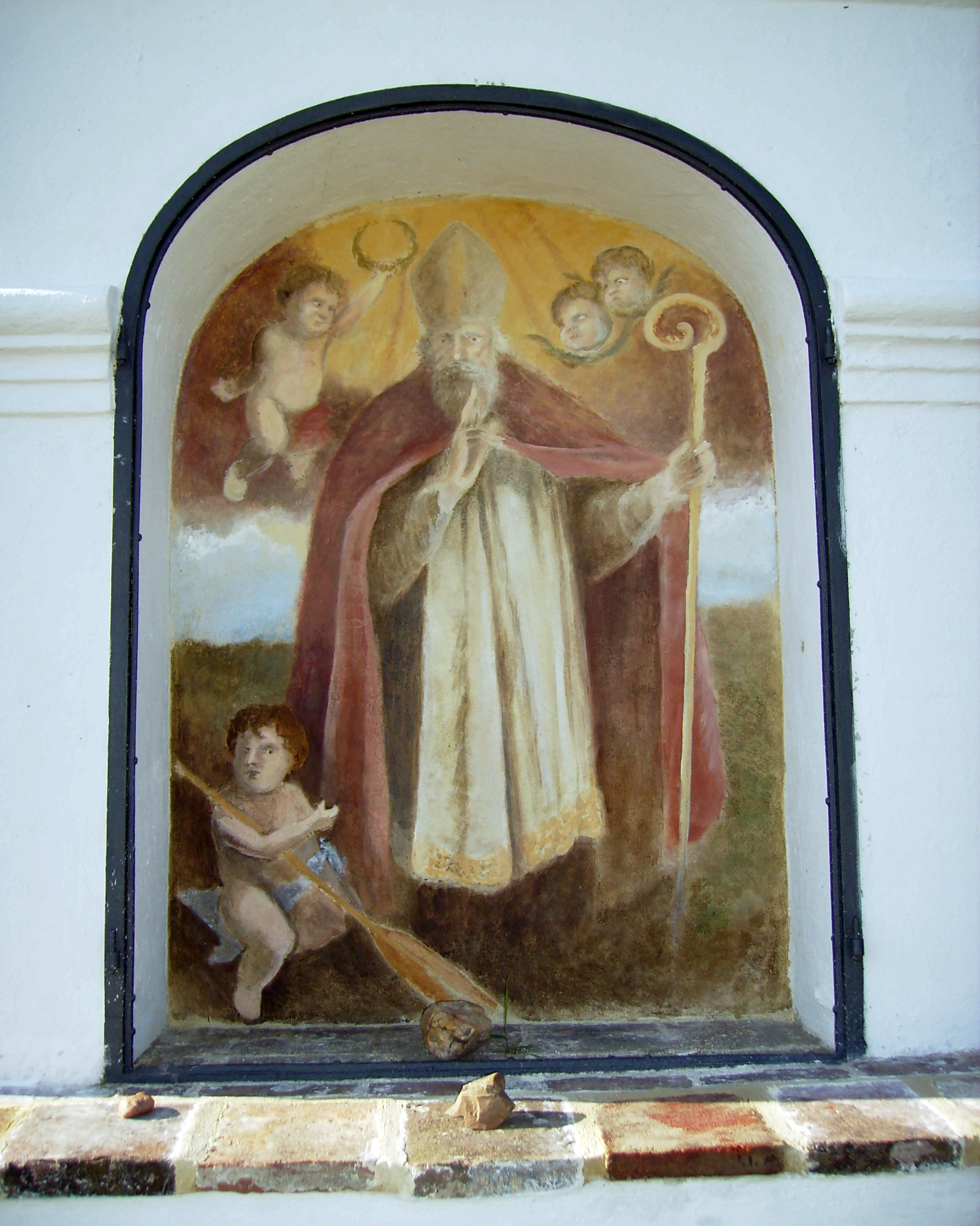
Obraz ve výklenku po rekonstrukci
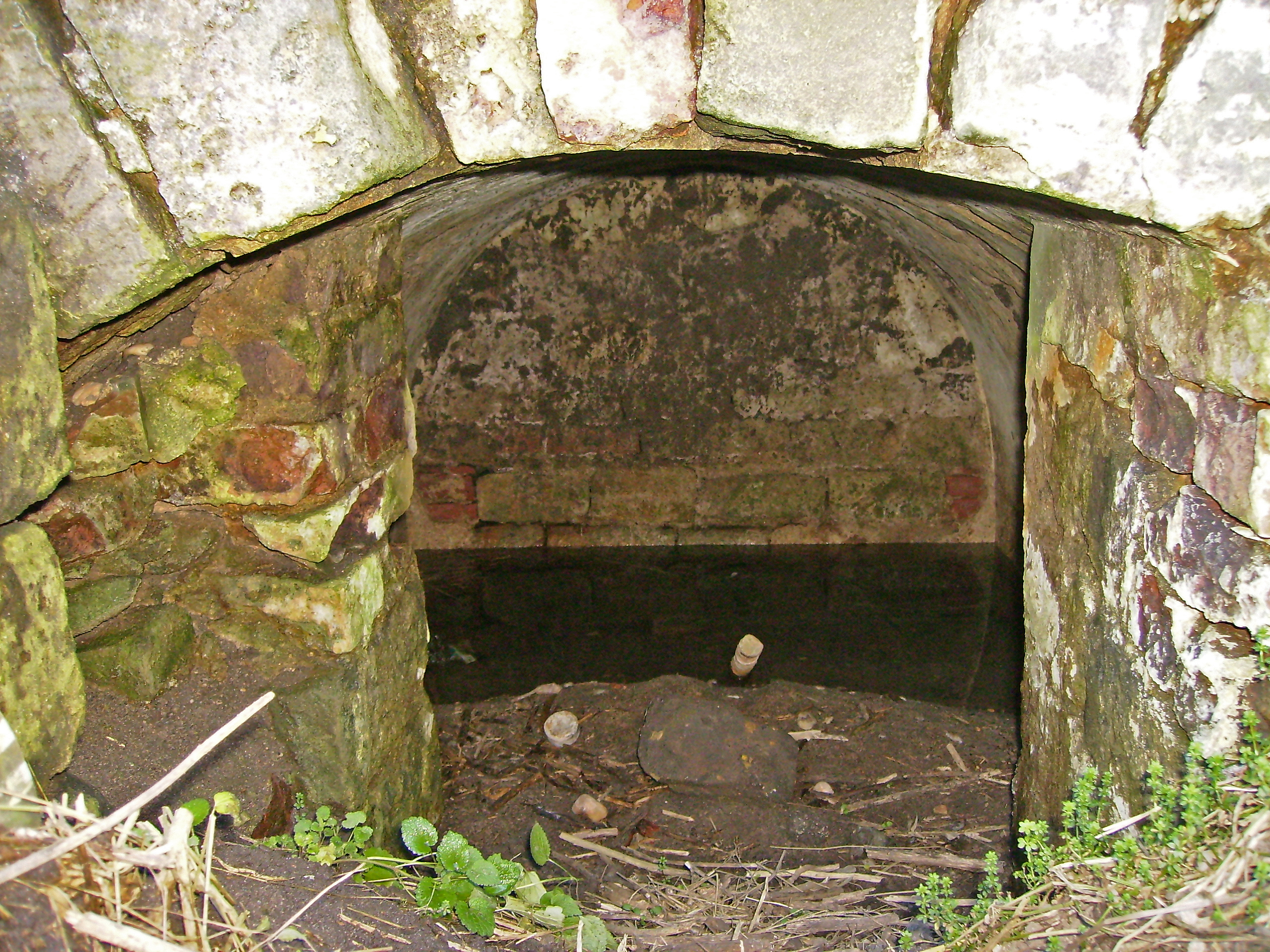
Vnitřní prostory studánky sv. Vojtěcha